# احمدرضا رادان
احمدرضا رادان (زادهٔ ۱۳۴۲) سرتیپ پاسدار فرماندهی انتظامی جمهوری اسلامی ایران است که از دی‌ماه ۱۴۰۱ به عنوان هفتمین فرمانده کل انتظامی جمهوری اسلامی ایران فعالیت می‌کند.
رادان فعالیت نظامی را از سال ۱۳۶۱ به صورت نیروی داوطلب در بسیج آغاز کرد. سپس به عضویت سپاه پاسداران انقلاب اسلامی درآمد و در طول جنگ ایران و عراق از اعضای این سازمان بود. او پس از جنگ به نیروی انتظامی منتقل شد و از ۱۳۷۶ تا ۱۳۷۹ فرماندهی انتظامی کردستان و از ۱۳۷۹ تا ۱۳۸۳ فرماندهی انتظامی سیستان و بلوچستان را برعهده داشت. رادان از ۱۳۸۲ تا ۱۳۸۳ فرمانده انتظامی خراسان و از ۱۳۸۳ تا ۱۳۸۵ نیز فرمانده انتظامی خراسان رضوی بود. وی از ۱۳۸۵ تا ۱۳۸۷ فرماندهی انتظامی تهران بزرگ را برعهده داشت و در فاصلهٔ سال‌های ۱۳۸۷ تا ۱۳۹۳ به عنوان جانشین فرمانده نیروی انتظامی فعالیت می‌کرد و از ۱۳۹۳ تا ۱۴۰۱ رئیس مرکز مطالعات راهبردی فراجا بود.
وزارت خزانه‌داری ایالات متحده آمریکا در مهرماه ۱۳۸۹، احمدرضا رادان را به دلیل نقض جدی حقوق بشر تحریم کرد. اتحادیه اروپا نیز در سال ۱۳۹۰ او را به دلیل نقض حقوق بشر در پیامدهای انتخابات ریاست‌جمهوری دهم ایران تحت تحریم قرار داد. همچنین دولت کانادا در شهریورماه ۱۴۰۳ وی را به دلیل دخالت مستقیم در اجرای سیاست‌های سرکوبگرانه علیه زنان، دختران و اقلیت‌ها در ایران تحریم کرد.

## زندگی
احمدرضا رادان در سال ۱۳۴۲ در اصفهان زاده شد. وی فعالیت نظامی را از سال ۱۳۶۱ به صورت نیروی داوطلب در بسیج آغاز کرد. سپس به سپاه پاسداران انقلاب اسلامی منتقل شد و در طول جنگ ایران و عراق از اعضای این سازمان بود. او پس از جنگ به نیروی انتظامی منتقل شد و همچنان نیز در فرماندهی انتظامی با درجهٔ سرتیپی فعالیت می‌کند.

## اقدامات و عملکرد
احمدرضا رادان در سال‌های جنگ ایران و عراق عضو سپاه کردستان بود. او در دههٔ ۱۳۷۰ و در زمان فرماندهی هدایت لطفیان در نیروی انتظامی، به همراه شمار زیادی از اعضای سپاه پاسداران به نیروی انتظامی منتقل شد. رادان فرماندهی انتظامی استان‌های کردستان، سیستان و بلوچستان و خراسان و تهران را در کارنامهٔ کاری خود دارد. وی پس از انتخاب اسکندر مؤمنی فرمانده وقت انتظامی خراسان به عنوان معاون انتظامی نیروی انتظامی، در سال ۱۳۸۲ به فرماندهی انتظامی خراسان منصوب شد. اسماعیل احمدی مقدم فرمانده نیروی انتظامی، رادان را پس از بازنشستگی مرتضی طلائی در سال ۱۳۸۵ به عنوان رئیس پلیس تهران انتخاب کرد.
رادان از مجریان اصلی طرح ارتقای امنیت اجتماعی بود. در این طرح به اصلاح پوشش زنان، بازداشت معتادان و افرادی که اراذل و اوباش خوانده می‌شدند، بازرسی از کارگاه‌ها و فروشگاه‌های لباس و آرایشگاه‌های مردانه، عکاسی‌ها و خانه‌های افراد مجرد اقدام می‌شد. این طرح با انتقادات گسترده‌ای همراه بود. در دوران فرماندهی او برخورد با زنان «بدحجاب» و مدل موی مردان بیشتر شد. او بعداً گفت که شمار گشت‌ها را افزایش خواهد داد که تمام تهران تحت پوشش گشت ارشاد باشد. رادان در فروردین‌ماه ۱۳۸۶ و در نخستین نشست خبری خود زنان «بدحجاب» را فقط ۱۰ درصد جامعه دانست و آنان را «بیمار روانی» توصیف کرد.
او در سال ۱۳۸۶ در مصاحبه با برنامه کوله‌پشتی گفت: «در حوزهٔ امنیت اخلاقی با کسی شوخی نداریم و وقتی مصادیق را معلوم کردیم با کسی تعارف نداریم.» انتقادات فرزاد حسنی، مجری برنامه، از شیوهٔ برخورد برخی از پرسنل نیروی انتظامی با جوانان و نیز دیدگاه او، بازتاب‌های فراوانی داشت. در آن زمان «گرداندن اراذل و اوباش» با آفتابه در شهر با واکنش گسترده‌ای همراه بود که رادان دلیل این اقدام را نداشتن «رفتار انسانی» دستگیرشدگان اعلام کرد. سیاست رادان در برخورد با متخلفانی که معمولاً معتقد بود «اراذل و اوباش» هستند، سیاست تحقیر و شکنجه بود. در سال‌های مختلف حضور رادان در نیروی انتظامی، شمار زیادی از متهمان بازداشتی با جرائم عمومی در بازداشتگاه‌های پلیس و بازداشتگاه‌های آگاهی در شهرهای مختلف ایران تحت فشار ضرب و شتم و شکنجه جان خود را از دست دادند.
وی در جریان پیامدهای انتخابات ریاست‌جمهوری دهم ایران در مقام جانشین فرمانده نیروی انتظامی فعالیت می‌کرد و نقش محوری در سرکوب معترضان و «امنیتی کردن فضا و پایان دادن جنبش سبز» داشت. نام او در میان ماجرای بازداشتگاه کهریزک که در آن چندین نفر از معترضان کشته شدند، مطرح شد. او بعداً نقشش در کشته‌شدن معترضان در بازداشتگاه کهریزک را تکذیب کرد و نیز گفت که آمار دیگر کشته‌شدگان در اعتراضات آن سال را قبول ندارد. وی در جریان تظاهرات تاسوعا و عاشورای ۱۳۸۸ هواداران جنبش سبز در تلویزیون حضور داشت و معترضان را تهدید کرد. او بعداً گفت که از عملکردش در این دوران افتخار می‌کند.

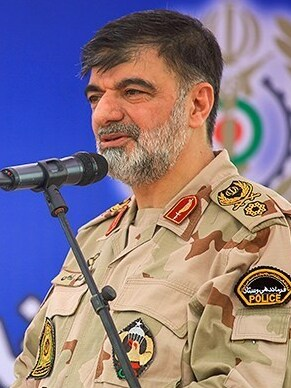
رادان در بهمن ۱۴۰۱

همچنین وی در سال ۱۳۹۰ به پزشکان اولتیماتوم داد که استفاده از کراوات در محیط درمانی ممنوع است. او در ۵ خردادماه ۱۳۹۳ از سمت جانشین فرمانده پلیس کشور کنار گذاشته و به ریاست مرکز مطالعات راهبردی ناجا منصوب شد. حسین اشتری به عنوان جانشین فرمانده ناجا جایگزین او شد.
رادان در ۱۷ دی‌ماه ۱۴۰۱ با حکم سید علی خامنه‌ای، رهبر جمهوری اسلامی ایران، به عنوان فرمانده کل انتظامی جمهوری اسلامی ایران جایگزین حسین اشتری شد. این جایگزینی در جریان اعتراضات سراسری ۱۴۰۱ صورت گرفت و خامنه‌ای در حکم انتصاب رادان بر «پرورش پلیس تخصصی برای بخش‌های گوناگون امنیت» تأکید کرد.
پس از انتصاب رادان به عنوان فرمانده کل انتظامی ایران، وی از فروردین‌ماه ۱۴۰۳ «طرح نور» را برای برخورد با زنان دارای پوشش اختیاری اجرا کرد. از زمان آغاز این طرح گزارش‌های متعددی دربارهٔ برخورد خشونت‌آمیز و بازداشت همراه با ضرب و شتم شدید زنان به دلیل سرپیچی کردن از حجاب اجباری منتشر شد. همچنین افزایش پلمب اماکن تاریخی و تفریحی، کتاب‌فروشی‌ها، رستوران‌ها، کافه‌ها، باشگاه‌های ورزشی و توقیف هزاران دستگاه خودرو به دلیل رعایت نکردن حجاب اجباری از سوی مردم، از جمله اقدامات رادان به عنوان فرمانده کل انتظامی محسوب می‌شود. از سویی دیگر، گزارش‌های منتشر شده نشان می‌دهد که از زمان روی کار آمدن دوبارهٔ رادان، هر ماه شماری از شهروندان ایرانی به دلیل شکنجه در بازداشتگاه‌ها، شلیک بی‌دلیل و بی‌ضابطهٔ مأموران انتظامی یا تعقیب و گریز خودروها و موتورسیکلت‌ها از سوی نیروهای انتظامی جان خود را از دست داده‌اند یا برخی از آنان به دلیل عملکرد مأموران انتظامی دچار آسیب و صدمات جدی شده‌اند.

## جایزه‌ها و نشان‌ها
این بخش شامل نشان‌ها و جایزه‌های رسمی احمدرضا رادان است که بر روی یونیفرم او نصب می‌شود ولی شامل جایزه‌های غیرنظامی و غیررسمی وی نمی‌شود.
آرم‌ها
| آرم‌های سینه              |                |
| چتربازی سقوط آزاد درجهٔ ۳ | چتربازی درجهٔ ۱ |

نوار نشان‌ها
|  |  |  |
|  |  |  |
|  |  |  |
|  |  |  |
|  |  |  |

نام نشان‌ها
| نشان خدمات ورزشی            |                           |                    |
| نشان ایثار                  | نشان جانبازی              |                    |
| دورهٔ فرماندهی و مدیریت عالی | دورهٔ عالی امنیت استراتژیک | دورهٔ دکتری         |
| دورهٔ عمومی انتظامی          | دورهٔ کارشناسی             | دورهٔ کارشناسی ارشد |
| دورهٔ کاردانی                | دورهٔ آموزش متوسطه         | دورهٔ علمی          |

## تحریم
وزارت خزانه‌داری ایالات متحده آمریکا در مهرماه ۱۳۸۹، احمدرضا رادان را به دلیل نقض جدی حقوق بشر تحت تحریم قرار داد. طبق بیانیه این وزارتخانه، او به عنوان جانشین فرمانده نیروی انتظامی در «ضرب و شتم»، «قتل» و «بازداشت معترضان» در جریان اعتراضات پس از انتخابات ریاست‌جمهوری سال ۱۳۸۸ و همچنین حوادث بازداشتگاه کهریزک مسئول بوده است.
 اتحادیه اروپا در فروردین‌ماه ۱۳۹۰، احمدرضا رادان را به دلیل نقض گسترده و شدید حقوق شهروندان ایرانی و قتل زنجیره‌ای تحریم کرد. بر اساس بیانیه اتحادیه اروپا، او در مقام جانشین فرمانده نیروی انتظامی در «ضرب و شتم»، «قتل»، «بازداشت‌های خودسرانه» و «دستگیری معترضان» توسط نیروی انتظامی در جریان اعتراضات پس از انتخابات ۱۳۸۸ نقش داشته است.
 دولت کانادا در شهریورماه ۱۴۰۳، احمدرضا رادان را به همراه ۴ نفر دیگر از مقامات جمهوری اسلامی که مستقیماً مسئول اجرای سیاست‌های سرکوبگرانه و تبعیض‌آمیز علیه زنان، دختران و اقلیت‌ها هستند، تحریم کرد. مقررات تحریم، معاملات فهرست شده با این افراد را ممنوع و دارایی‌های آنان را در کانادا مسدود می‌کند و طبق قانون مهاجرت کانادا هرگونه مهاجرت این افراد به این کشور ممنوع و غیرقابل پذیرش است.